# 양곤 항공
양곤 항공(영어: Yangon Airways, 버마어: ရန်ကုန် လေကြောင်းလိုင်း)은 미얀마의 항공사로 1996년 설립되어 양곤에 본사를 두고 있으며 양곤 국제공항을 거점으로 운항하고 있다.